# Arcoppia triramosa
Arcoppia triramosa är en kvalsterart som först beskrevs av Tseng 1982.  Arcoppia triramosa ingår i släktet Arcoppia och familjen Oppiidae. Inga underarter finns listade i Catalogue of Life.